# Palaemnema joanetta
Palaemnema joanetta – gatunek ważki z rodziny Platystictidae. Występuje na terenie Ameryki Środkowej.